# Парламентские выборы на Фиджи (2018)
Всеобщие выборы были проведены в Фиджи по 14 ноября 2018 года.

## Предыстория
30 сентября премьер-министр Фрэнка Баинимарама объявил, что выборы состоятся 14 ноября 2018 года. Президент Конроте впоследствии распустил парламент в соответствии со статьей 58(3) Конституции, по совету премьер-министра.
234 кандидатов, представляющих шесть политических партий участвовали в выборах. Из них 56 кандидатов-женщины. Они вписаны в бюллетень 18 октября.

## Расписание выборов
Основные даты, касающиеся всеобщих выборов будет выглядеть следующим образом:
| 30 Сентября (Воскресенье) | Премьер-министра Фрэнка Баинимарама объявил о выборах, которые состоятся 14 ноября 2018 года.                   |
| 30 Сентября (Воскресенье) | Президент Konrote распускает парламент в соответствии со статьей 58(3) Конституции, по совету премьер-министра. |
| 1 Октября (Понедельник)   | Регистрация избирателей заканчивается в 6 вечера.                                                               |
| 2 Октября (Вторник)       | Выдвижение кандидатов начинается в 8 утра                                                                       |
| 15 Октября (Понедельник)  | Окончание выдвижения кандидатов в 12 часов                                                                      |
| 24 Октября (Среда)        | Голосование по почте оканчивается в 5 вечера                                                                    |
| 5 (Ноябрь Понедельник)    | Предварительное голосование начинается                                                                          |
| 10 Ноября (Суббота)       | Предварительное голосование заканчивается                                                                       |
| 12 Ноября (Понедельник)   | 48 часов тишины                                                                                                 |
| 14 Ноября (Среда)         | День выборов — избирательные участки открыты с 7.30 утра до 6 вечера                                            |
| 14 Ноября (Среда)         | Ночь выборов — предварительные результаты будут объявлены 6 часов                                               |

## Избирательная система
51 член парламента Фиджи избирается по единому общенациональному избирательному округу с избирательным порогом 5 % для партий. Избиратель голосует за конкретного кандидата (из 236). Места распределяются с использованием метода д’Ондта.

## Результаты
| Участник                                  | Участник | Голосов | %   | Мест | +/- |
| ----------------------------------------- | -------- | ------- | --- | ---- | --- |
| FijiFirst                                 | 191 266  | 51,63   |     |      |     |
| Социал-Демократическая Либеральная Партия | 140 963  | 38,05   |     |      |     |
| Национальная ФедеративнаяПартия           | 27 769   | 7,50    |     |      |     |
| Партия Фиджийского Единства               | 5777     | 1,56    |     |      |     |
| Лейбористская Партия Фиджи                | 2414     | 0,65    |     |      |     |
| Надеюсь                                   | 2261     | 0,61    |     |      |     |
| Недействительные/пустые голоса            |          |         |     |      |     |
| Всего                                     | Всего    | 370 450 | 100 | 51   | +1  |
| Зарегистрированных избирателей/явка       |          |         |     |      |     |